# Ugashik Bay
Die Ugashik Bay ist eine kleine Bucht an der Nordwestküste der Alaska-Halbinsel im Südwesten Alaskas.
Die 4,5 km breite und 14 km tiefe Bucht liegt am Rande der Bristol Bay im Südosten des Beringmeeres. An ihrem südlichen Kopfende befinden sich die Ästuare von Ugashik River und King Salmon River. Im Nordosten der Bucht mündet der Dago Creek in die Bucht. Die Bucht öffnet sich nach Nordwesten zum offenen Meer hin. Der Buchtausgang wird flankiert vom Smoky Point im Norden sowie der Landzunge South Spit im Süden. Die Ugashik Bay wird von einer zum Teil sandigen zum Teil schlammigen Küste gesäumt. An der Ostküste der Bucht befindet sich die Siedlung Pilot Point. Das Meer ist im Bereich der Ugashik Bay von einem großen Tidenhub geprägt, so dass im westlichen Teil der Bucht größere Küstenabschnitte bei Ebbe trockenfallen.